# Doncsecz Károly
Doncsecz Károly, szlovénül: Karel Dončec, (Orfalu, Vas vármegye, 1918. május 30. – Körmend, 2002. november 12.) szlovén nemzetiségű kétvölgyi fazekasmester, a népművészet mestere.
A vasi Kétvölgy (Verica-Ritkarovci) községben élt és dolgozott több mint hatvan éven át. Inasként tanulta el mesterségét, a fazekasságot, amit gerencsérségnek is hívnak. Idővel ő lett a megye leghíresebb fazekasmestere.
1984-ben jutalmazták meg munkássága elismeréseképp a Népművészet Mestere díjjal. A mesterséggel már szülőhelyén kapcsolatba került, de azt inasként az Őrségben, Magyarszombatfán tanulta ki. Ezután négy éven át még Zala megyében két helyen, végül Vas megyében szerzett újabb tapasztalatokat, mígnem az egyik vendvidéki faluban megtelepedett, ott dolgozott tovább. A mesternek rengeteg látogatója volt itthonról és külföldről is. Leggyakrabban Szlovéniából keresték fel, ilyenkor nemcsak saját magáról, de a vidékről és az emberekről is szívesen mesélt akár magyarul, akár vendül.

## Élete
Doncsecz Károly nehéz életpályát futott be. A fazekasság elsajátítása elmondása szerint meglehetősen komoly és nehéz feladat: sok energiát és időt, valamint óriási türelmet vesz igénybe. Első fontos lépésként ki kell tapasztalni, hogy az agyagnak mennyire kell puhának lennie, hogy finoman, egyenletesen formázhassuk meg a kerámiát, és mindezt vizes kézzel.

### Gyermekkora és családja
Doncsecz Károly tehetős kisparaszti családba született. Édesapja id. Dancsecz (sic!) Károly (1894–1927) földműves volt, felesége Talabér Anna (1900–1920). Mindkét szülő szintén Orfaluból származott. A család gyökereit tekintve őshonos ezen a vidéken, a felmenők közül néhány generáció Orfaluból, míg a többiek Istvánfalváról valók voltak. Családnevük az évszázadok alatt többször változott. Ezt a nevet sokszor elírták, ezért a vidéken különböző formái vannak: Doncsecz, Dancsecz, Doncsecs, Dancsecs, Doncsesz, Dancsesz. Apját és nagyapját még Dancsecz néven említik. A dédapját mint Doncsecz Jánost (1828–1900) írták és feltehetőleg az előző generációkat is, ahogy őt is megint Doncseczként.
Az édesanya meglehetősen fiatalon, alig 15 évesen ment férjhez, és két gyerekük született, István és Károly. Húszéves korában meghalt szülésben. Az árván maradt gyerekek apja hamarosan újra házasodott, de hét évvel Talabér Anna halála után ő is elhunyt tüdőbetegségben. A két fiút ezután nagyapjuk Dancsecz István (1871–1932) vette gondviselésbe, később az anyai nagyszülők nevelték öket. Károly már kisfiúként dolgozott egy orfalusi esztergályos műhelyben, amit idősebb korában is folytatott.

### Tanulóévek

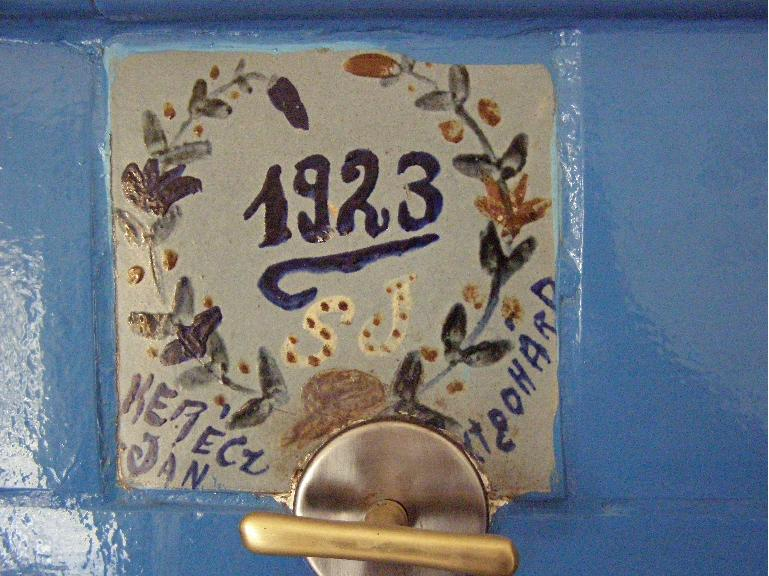
Kerécz János szentgotthárdi fazekas 1923-ban készített kályhacserepe

Az ifjú Doncsecz kezdetben szabónak készült. A fazekassággal először Apátistvánfalván ismerkedett meg, egy helyi gerencsérnél, Kürnyek Károlynál. Kürnyek biztatására választotta a fazekasságot.
1933-ban három évig Magyarszombatfán volt inas, bizonyos Zsohár Jánosnál. Itt kitanulta az alapokat, s még a legnehezebbnek számító darab, a bugyogakorsó kiformázásának technikáját is sikerült megtanulnia.
1937-38 között volt Németh Lajos zalaegerszegi fazekas inasa, ezt követően Sümegre ment bizonyos Adorján Istvánhoz. 1939-ben tért haza Orfaluba. Rövid ideig Szentgotthárdon, Kerécz Jánosnál dolgozott. Még ebben az évben megnősült. A szintén orfalusi Gáspár Annát (1920–1984) vette el. Házassága révén került Permisére, a későbbi Kétvölgyre, ahol fazekasműhelyt nyitott. A házban régebben felesége családja üzemeltetett kocsmát.

### A háborúban
1942-ben besorozták a hadseregbe és kivezényelték Kolozsvárra. Onnan rövidesen Ukrajnába került, s két évig ott harcolt Sztanyiszlav (ma: Ivano-Frankivszk) környékén. Serege a Donnál harcoló magyar csapatok hátvédje volt.
1944-ben a magyar haderő visszavonulásra kényszerült, veszteségeik demoralizálták őket. A kelet-lengyelországi Kolomea (ma Kolomija, Ukrajna) közelében brit repülőgépek támadták meg a csapategységet, amelyben Doncsecz is szolgált. Sok ember odaveszett, neki is egy hajszálon múlt az élete. Sikerült elmenekülnie ugyan, de röviddel ezután a szovjetek foglyul ejtették és cseh-morva területre deportálták. Itt raboskodott egy darabig, míg végül megszökött és óriási viszontagságokon keresztül átverekedte magát Szlovákián, így került haza. Győr és Abda között elfogták ugyan, de rövidesen szabadon bocsátották, és hazatérhetett Permisére.
A háborút követően folytatta mesterségét, amit csak halála előtt pár hónappal kényszerült abbahagyni.

### Utolsó évek
A fazekasság mellett később nyitott egy vegyesboltot is és mezőgazdaságból is élt. Az államosítások és a gazdaság kollektivizálásának nyomán felszámolta kisboltját.
Az 50-es években ő és családja fenyegetve volt, hogy kitelepítik őket a Hortobágyra. Ezt sok más környékbeli családdal megtették és többen nem is jutottak haza. Erre végül nem került sor, az internálásokat beszüntették.
Mesterire tökéletesített tudása a 20. század második felében meghozta számára ez elismerést. Hírnevet szerzett magának Magyarországon és Szlovéniában is.
1984-ben Köpeczi Béla miniszter adta át neki a rangos Népművészet Mestere díjat. Ezután a Magyarországi Délszlávok Szövetsége, majd az 1990-ben létrehozott Magyarországi Szlovének Szövetsége is több elismeréssel jutalmazta.
Élete vége felé már egyre többet betegeskedett. A főleg végtagjaiban fellépő ízületi problémák állandóan korlátozták munkájában. Mikor azonban érelmeszesedést kapott, az már végképp lehetetlenné tette a fazekasság folytatását, és néhány hónappal később elhunyt. Eddigre ő maradt Magyarországon az egyedüli képviselője a vend fazekasságnak. Általános egészségi állapota is leromlott, 84 éves korában érte a halál.
Apátistvánfalván temették el, feleségével közös sírba. Legkisebb fia, ifj. Doncsecz Károly (1949–2005) szintén fazekasmester volt, és 1998–2005-ig a kétvölgyi polgármesteri tisztséget látta el.

## Doncsecz Károly életműve

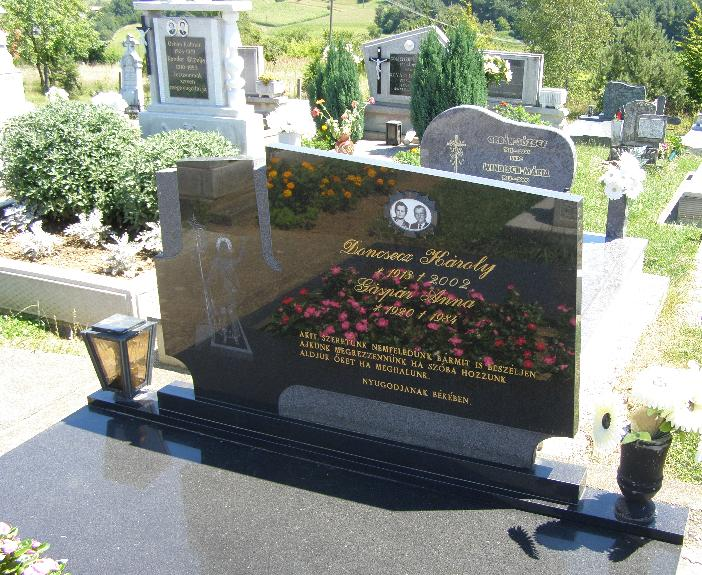
Doncsecz Károly és felesége sírja az istvánfalvi temetőben.

A Vendvidéken nagyon elterjedtnek számított a fazekasmesterség, mint kézművesség. A táj szerkezetét tekintve eléggé gazdag az agyagban, akárcsak a szomszédos Őrség. A fazekassághoz alkalmas agyagot Apátistvánfalván és Felsőszölnökön bányásztak. Az agyagbányák általában felszíni gödrök voltak.
Doncsecz Károly inasévei alatt megismerte az Őrség, valamint a Dunántúl számos tájának motívumait, sőt ismereteket szerzett az alföldi mintákról is. Utóbbi tekintetében igen gyakori készítménye volt a híres Miska-kancsó.
A vidék zártsága révén a régi hagyományos formákat szinte teljesen megőrizték a szlovén fazekasok, ugyanezt folytatta Doncsecz is.
A kibányászott nyersanyagot egy éven keresztül, a szabad ég alatt, nyirkos, nedves helyeken érlelik. Ezután, hengeren keresztül kell összedolgozni, hogy a morzsalékosból, tömörré álljon össze. Ezt tovább kell segíteni lábbal való taposással.
Doncsecz mindvégig lábhajtásos korongon dolgozott. Az elkészült edényt ki kell szárítani, majd alapozóként engóval kell lefesteni, s kiégetni, aminek folytán vörös színt kap. Az alapszín Doncsecznél általában zöld (méreg, világos, barnás), fekete, barna (világos, sötét), ritkán sárga, vagy fehér volt. A díszítő színek a sárga, a fehér, a világoszöld, a barna, legritkábban a piros, vagy a fekete voltak.
Doncsecz alkotásai között számos különféle típusú tárgy van. Az egyszerű dísztárgyak (kiskancsók, fali dísztálak) mellett nagy számban ott sorakoztak a paraszti élet fontos edényei: a zsírosbödönök, tejfölös köcsögök (štöjclin), boros kancsók, arató korsók (pöjtra), tálak, poharak, páruedények, főzőlábasok, fazekak (laboškja), sőt kuglófsütő, őzgerinc és csibeitató is.
A mester polcain továbbá olyan edények is akadnak, melyek már száz, sőt kétszáz évesek is. Ezeket a mester az évek során gyűjtötte össze mintaként és most látványosságként helyezte ki. Köztük van a neves mezőtúri fazekas Badár Balázs néhány alkotása is.
A tradícióhoz való hűséget mutatja, hogy a régi vendvidéki hagyományokat követve a köcsögökre gyakran keresztjelet karcolt, mely a rontások és az ördög ellen védett.
A festett díszítések mellett karcolatok is vannak, melyeket még kiszírátott állapotban rajzoltak rá az edényekre. Doncsecz ornamentikája növényi motívumokból, egyenes-, szalagos, illetve csigavonalakból állt. Ezek mellett ujjbenyomásos abroncsokat és gombdíszeket is adott egynémelyik kerámiához. A füles és lábas edényekhez a fület és lábat utólag illesztik hozzá, lehetőleg nedves, friss, félig iszapos állapotban.
Doncsecz Károlynál az évek alatt látogatók tömegei fordultak meg, elsősorban szlovénok, magyarok és osztrákok. Barátságossága, kedvessége és vendégszeretete miatt igen nagy népszerűségnek örvendett. Gyakori vendége volt az évenként rendezett őrségi vásároknak, melyeknek Őriszentpéter ad otthont ma is.
A vasi és zalai fazekasság legszebb példái az Őrségben maradtak fenn. Ott apáról fiúra szállt generációkon át a mesterség, s így ott alakultak ki igazi fazekas nemzetségek. Ez a foglalkozás szerencsére arrafelé még töretlen.

## Emléke
Orfaluban, néhai szülőháza előtt egy szabadban felállított vitrinben az odalátogatók megtekinthetik kiállított kerámiáit. Kétvölgyön a Fő út 2-es házszám alatt 2007 nyarán műhelyében is létrehozott családja egy emlékszobát, ott többek közt a kerámiák, a korong és egyéb fazekaseszközök vannak kiállítva, amely szívesen várja a látogatókat.

## Díjai
- Körmendi Élő Népművészet Kiállítás, 1978
- Szentgotthárdi Kisipari Kiállítás oklevél, 1978
- KIOSZ ezüst gyűrű, 1978
- KIOSZ oklevél, 1982
- Népművészet Mestere díj, 1984
- Pável Ágoston Emlékplakett
- A HNF VIII. Kongresszusa Díj, 1985
- A Rába-vidékért kitüntetés, 1999
- Vitézi Érdemrend (a világháborús katonai szolgálatokért) 2001